# Seismograph

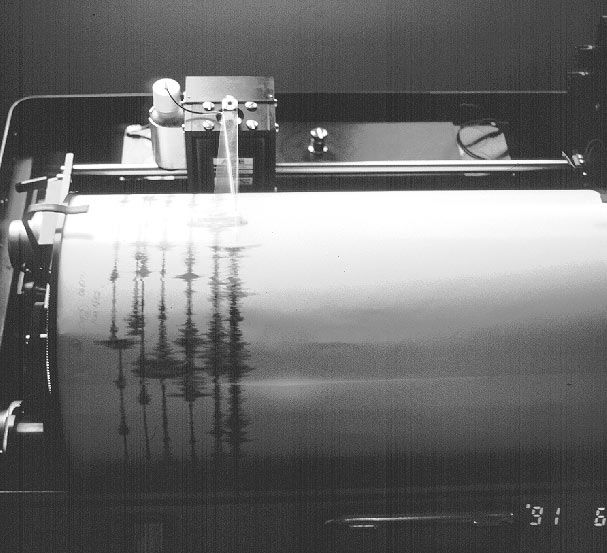
Seismograph, Aufzeichnung von Aktivitäten des Vulkans Pinatubo (Philippinen)

Modernes Breitband-Seismometer vom Typ Streckeisen STS-2

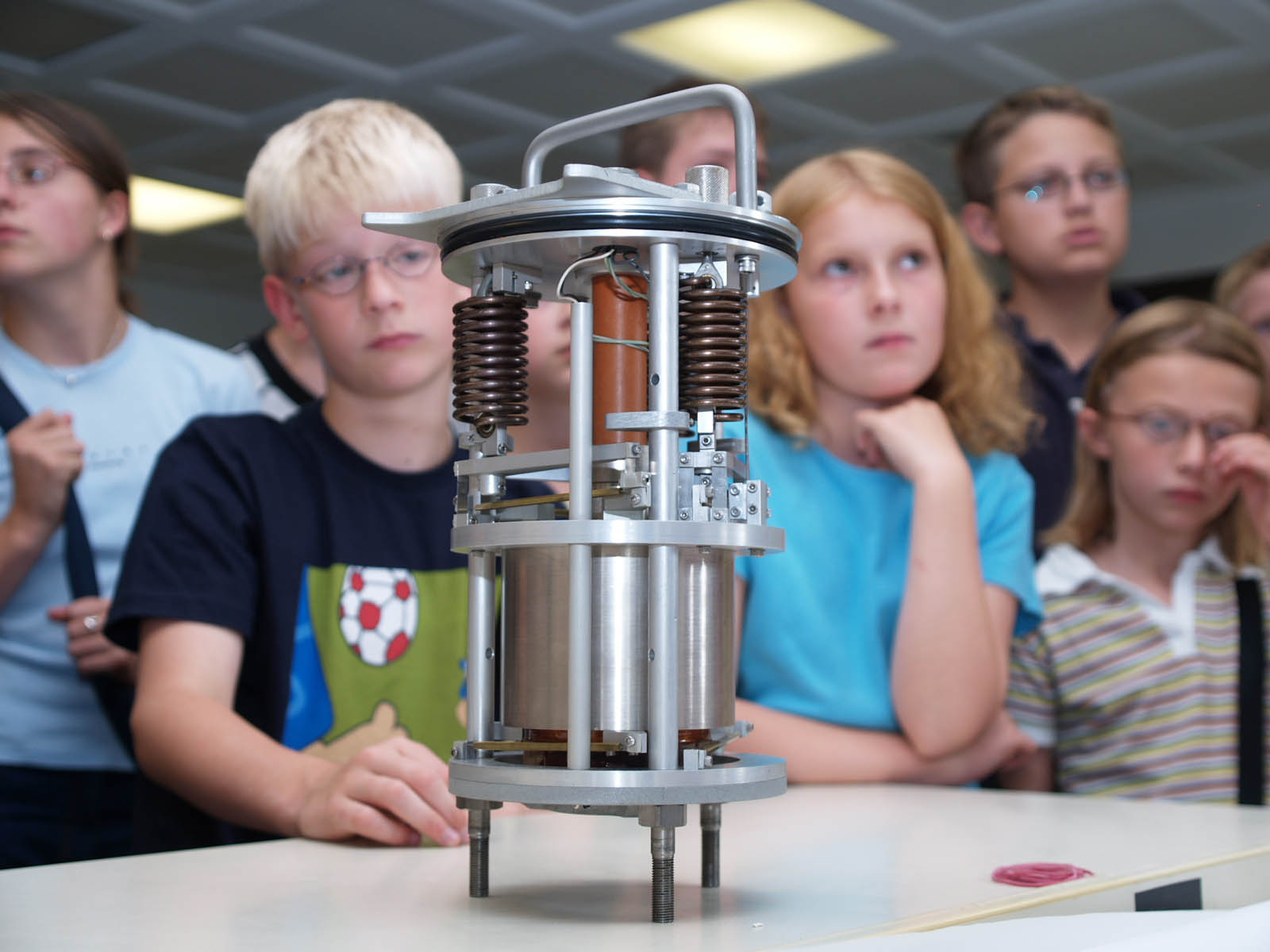
Innenleben eines Seismometers

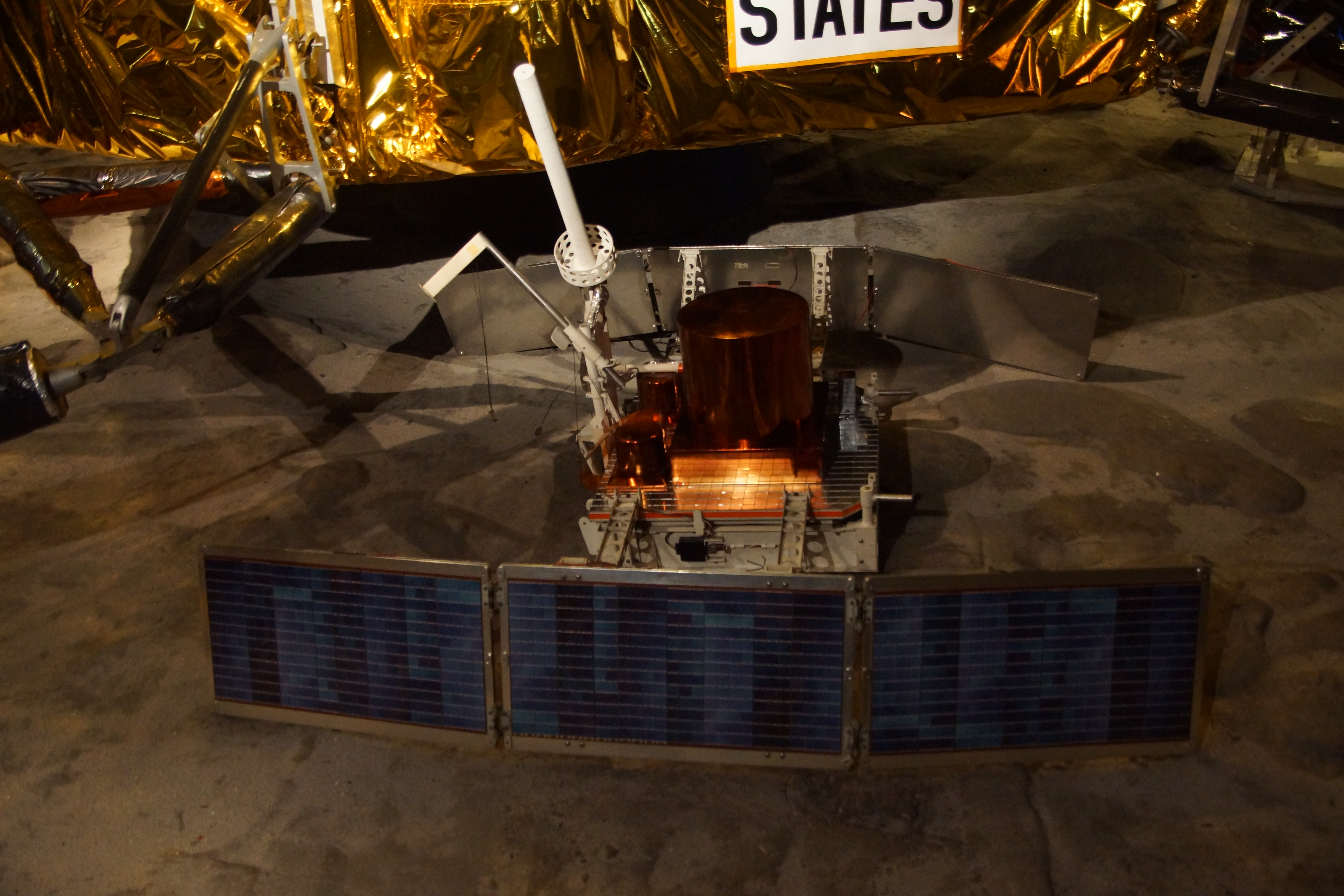
Replik des Seismometers der Apollo-11-Mission im Science Museum

Ein Seismograf bzw. -graph (griechisch σεισμος seismós ‚Erschütterung‘ und γράφω grapho ‚schreiben‘) oder Seismometer (griech.: μετρέω metréo ‚messen‘) ist ein in der Seismologie verwendetes Gerät, das Bodenerschütterungen von Erdbeben und anderen seismischen Wellen registrieren kann. Es besteht im Prinzip aus einer an einer Federaufhängung gelagerten Masse. Während sich die Bodenbewegung auf das Gehäuse des Instrumentes überträgt, bleibt die Masse aufgrund ihrer Trägheit in Ruhe. Die Relativbewegung des Bodens kann damit als Längenänderung im Zeitverlauf gemessen werden.

## Funktionsweise
Die bis circa 1900 überwiegend verwendeten Seismoskope waren lediglich Erschütterungsanzeiger, die zwar das Auftreten eines Bebens und manchmal seine Stärke und Stoßrichtung, aber nicht den zeitlichen Verlauf der Bodenbewegung anzeigten. Damit konnten jedoch keine wesentlichen Erkenntnisse gewonnen werden.
Die ersten funktionsfähigen Seismographen (ab 1875) arbeiteten auch noch rein mechanisch. Die Bewegung des Erdbodens relativ zur trägen Seismographenmasse wurde mit Hebeln vergrößert als Kurvenverlauf auf ein endlos umlaufendes, berußtes Papierband aufgezeichnet (daher Seismograph, von -grápho ‚schreiben‘). Elektrodynamische Seismometer (seit 1904) messen die Relativbewegung über eine Induktionsspannung, indem sich eine mit der seismischen Masse verbundene Spule in einem Magnetfeld bewegt. Das elektrische Ausgangssignal wurde ursprünglich über ein Spiegelgalvanometer photographisch aufgezeichnet[Beleg?], später konnte es elektronisch verstärkt werden. Moderne Breitbandseismometer (seit 1976, heute für wissenschaftliche Zwecke allgemein verwendet) leiten dagegen das Ausgangssignal aus der Kraft ab, die nötig ist, um die bewegliche Seismographenmasse mit dem Gehäuse mitzuführen. Hierdurch werden große mechanische Ausschläge und die damit verbundenen Probleme vermieden. Das elektrische Ausgangssignal wird digitalisiert und die Daten in der Regel umgehend an ein Datenzentrum weitergeleitet.
Breitbandseismometer decken einen weiten Frequenzbereich ab (etwa 15 Oktaven gegenüber den 10 Oktaven des menschlichen Hörbereichs). Die höchsten Frequenzen liegen im unteren Hörbereich bei etwa 50 Hz und die tiefsten bei etwa einer Schwingung pro Stunde. Auch die Gezeiten der festen Erde mit Perioden von 12 und 24 Stunden werden noch erfasst, wenn auch nicht so genau wie mit einem Gravimeter. Die kleinste erfassbare periodische Beschleunigung des Erdbodens liegt bei einigen Billionsteln (10−12) der normalen Schwerkraft. Gleichzeitig vermögen diese Instrumente regionale Erdbeben bis zur Magnitude 7 unverzerrt aufzuzeichnen.

## Auswertung
Ein Netz von Seismographen dient dazu, den genauen Ort und die Zeit von Erdbeben festzustellen. Zur genauen Lokalisierung werden die Zeitunterschiede ausgewertet (Peilungsprinzip). Rein geometrisch würden zwei Seismographen für eine Lokalisierung genügen. Da seismische Wellen sich im Erdinneren mit Geschwindigkeiten von mehreren Kilometern pro Sekunde ausbreiten, werden Erdbeben über Kontinente hinweg schon nach kurzer Zeit registriert und lokalisiert. Dabei lässt sich die Ausbreitung umso besser erfassen, je mehr Seismographen in ausreichend großem Abstand eingesetzt werden.
Außer natürlichen Erdbeben können auch registriert werden:
- induzierte Beben, z. B. durch die Anlage von Talsperren erzeugt
- Mikrobeben, mikroseismische Unruhe
- Sprengungen (z. B. in Steinbrüchen)
- atomare Explosionen
- Verkehrserschütterungen

Aufgezeichnet werden je nach Bauweise des Instruments die
- Beschleunigung
- Geschwindigkeit
- Auslenkung (Bodenbewegung)

Aus den Aufzeichnungen kann man ableiten:
- die Magnitude des Erdbebens
- den Ort der Entstehung (Epizentrum und Hypozentrum)
- das Frequenzspektrum
- die zeitliche, räumliche und energetische Verteilung

Ein Seismogramm ist die grafische Aufzeichnung eines Seismographen. Die Bodenbewegungen lassen sich aus den Daten des Seismometers berechnen. Weitere Auswertungen können u. a. die Eigenschwingungsfrequenz von Bauwerken ermitteln oder die von starken Erdbeben ausgelösten Eigenschwingungsfrequenzen des jeweiligen Untergrundes.

## Geschichte

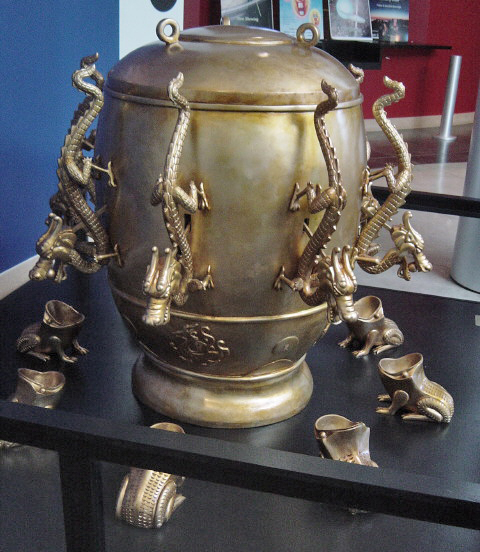
Nachbau des Seismoskops von Zhang Heng

Das älteste Seismoskop der Welt stammt aller Wahrscheinlichkeit nach aus dem Kaiserreich China. Es wurde um das Jahr 132 nach Christus von Zhang Heng, kaiserlicher Astronom der Han-Dynastie, erfunden – ungefähr 1600 Jahre bevor die ersten Seismographen in der westlichen Welt entwickelt wurden. Es handelte sich bei der Vorrichtung um ein bewegungsempfindliches Gefäß aus Bronze mit acht nach außen gerichteten Drachenköpfen, die in acht verschiedene Richtungen wiesen. Jeder der Drachen hielt eine kupferne Kugel in seinem Maul, die bei Erdbewegungen in Richtung des Bebens ausgespien wurden. Um die Basis des Gefäßes herum hockte unter jedem Drachen ein Frosch aus Porzellan mit weit aufgerissenem Maul. Schon durch leichteste seismische Erschütterungen wurde ein im Gefäß verborgenes Pendel in Schwingungen versetzt, welche die Kugel aus ihrer Halterung lösten. Vom Maul des Drachen fiel die Kugel in das des Frosches, womit auf die Richtung des Erdbebens geschlossen werden konnte.
Um 1856 entwickelte Luigi Palmieri elektromagnetische Seismographen, bei denen ein Stoß einen elektrischen Kontakt schloss und damit weitere Aktionen wie Festhalten der Uhrzeit oder den Start weiterer Geräte ermöglichte. 1904 entwickelte Boris Borissowitsch Golizyn (Prinz Galitzin) in Sankt Petersburg einen elektrodynamischen Seismographen, der nach einigen technischen Verbesserungen das Vorbild für moderne Geräte wurde und die mechanischen Geräte ersetzte.
Das erste Seismogramm eines Fernbebens wurde 1889 eher zufällig in Potsdam registriert. Der Astronom Ernst von Rebeur-Paschwitz zeichnete die Oberflächenwellen eines Bebens bei Japan mit einer Apparatur auf, die eigentlich für die Messung von Lotabweichungen durch astrophysikalische Einflüsse bestimmt war. Von Rebeur-Paschwitz gilt daher heute als einer der Väter der Seismologie.
Emil Wiecherts luftgedämpfter Seismograf mit hoher Vergrößerung, der erstmals eine kontinuierliche Aufzeichnung der weltweiten Erdbebentätigkeit ermöglichte, blieb für Jahrzehnte das Vorbild für die meisten der in den Erdbebenwarten in aller Welt eingesetzten Instrumente.